# Elènia de Pallatanga
L'elènia de Pallatanga (Elaenia pallatangae) és un ocell de la família dels tirànids (Tyrannidae).

## Hàbitat i distribució
Habita els boscos dels Andes, de Colòmbia, Equador, Perú i oest de Bolívia.